# Kyjov
Kyjov (tjekkisk udtale: [ˈkɪjof] ; tysk: Gaya eller Geyen) er en by i distriktet Hodonín  i regionen Sydmæhren i Tjekkiet  med omkring 11.000 indbyggere. Den historiske bymidte er velbevaret og er beskyttet ved lov som en urban monumentzone.
Landsbyerne Bohuslavice, Boršov og Nětčice er administrative dele af Kyjov.

## Geografi
Kyjov ligger omkring 17 km  nord for Hodonín. Den ligger  i dalen til floden Kyjovka. Det meste af kommunens  område ligger i Kyjovbakkerne, kun en lille nordlig del ligger i højlandet Chřiby. Det højeste punkt er bakken Lenivá hora på 463 m over havets overflade.

## Historie
Den første skriftlige omtale af Kyjov er fra 1126. Indtil 1539 var det en ejendom tilhørende Hradisko-klosteret. Her blev der i 1100-tallet etableret en romansk kirke og en ny markedsplads. I 1201 blev Kyjov først omtalt som en købstad. I 1284 tillod kong Wenceslaus 2. at befæste købstaden. Kyjov havde ingen midler til stenmurene og byggede kun træpalissader.
På grund af økonomiske vanskeligheder i klostret, blev Kyjov i det 14. og 15. århundrede pantsat til forskellige lavere adelsmænd. I 1515 fik Kyjov stadsrettigheder. Klosteret solgte byen i 1539. Efter at den skiftede ejere få gange, i 1548, blev Kyjov en kongeby, fik et kongeligt løfte om ikke at blive solgt eller pantsat igen og fik derved en fordelagtig position, der førte til yderligere udvikling. Byen reparerede bygninger, byggede tre byporte og nyt renæssancerådhus og erhvervede nye ejendomme.
I 1710 kom de første kapucinere til Kyjov. De havde bygget en ny kirke. I 1784 blev kapucinerklostret nedlagt. Fra 1784 til 1848 var byen i god økonomisk stand og udvidede sig. I anden halvdel af det 19. århundrede havde Kyjov en tysktalende minoritet, som omfattede jødisk befolkning.
Indtil 1918 var Gaya i Mähren – Kyjov (tidligere Gaya eller Gaia) en del af det østrigske monarki (Østrigs side efter kompromiset i 1867), leder af distriktet med samme navn, en af de 34 Bezirkshauptmannschaften i Mæhren.

## Kultur
Kyjov er et center for regional folklore. Byen ligger i den kulturelle region i Mæhrisk Slovakiet. Festivalen Slovácký rok ("Mæhrisk Slovakiske År") er den ældste mæhriske folklorefestival, som har fundet sted  her, hvert fjerde år  siden 1921.
Kyjov deltog og vandt sølv i 2008 Entente Florale.

## Seværdigheder
Det historiske centrum er dannet af Masarykovo-pladsen og de nærmeste omgivelser. Midt på pladsen ses en Mariasøjle fra 1720'erne. Pladsen er domineret af renæssancens rådhus, der blev bygget af italienske arkitekter i 1561-1562. Det er dekoreret med sgraffito og har et 139 meter højt tårn.
Jomfru Marias himmelfartskirke ligger også på byens torv. Det blev bygget i 1713-1720 og udvidet i 1734. Under kirken ligger en kapucinergrav med 40 kister.
Slottet er den ældste bevarede bygning i byen. Det blev bygget i første halvdel af 1500-tallet som herregård og tjente efterhånden forskellige formål. I 1911 blev det rekonstrueret og dekoreret med sgraffito. Siden 1928 har det huset Kyjov Etnografisk Museum med arkæologiske, etnografiske og naturvidenskabelige udstillinger.